# Konrad Maß
Konrad Maß (* 16. November 1867 in Anklam; † 3. Dezember 1950 in Schwerin) war ein deutscher Kommunalpolitiker, Schriftsteller und Sachbuchautor.

## Leben
Der Sohn eines Kreisrichters wuchs in Anklam auf. Von 1887 bis 1891 studierte er Rechtswissenschaften, unter anderem an der Universität Heidelberg, wo er Mitglied der Verbindung Rupertia war. Im Jahr 1895 wurde er Gerichtsassessor, 1897 Magistratsassessor in Stettin. 1899 wurde er Ratsherr in Stralsund, ging dann 1901 als Stadtrat wieder nach Stettin. 1905 wurde er Bürgermeister, später Oberbürgermeister in Bad Homburg vor der Höhe. Ab 1907 war er zweiter Bürgermeister, später bis 1920 Bürgermeister von Görlitz. Im Ruhestand lebte er in Stralsund, Heringsdorf und Schwerin. 
Konrad Maß verfasste mehrere Sachbücher zur Geschichte Pommerns sowie Erzählungen in niederdeutscher Sprache. In der Zeit des Nationalsozialismus wurden seine Werke aus deutschen Bibliotheken entfernt.
In zweiter Ehe war er mit der Schriftstellerin Hedwig Rodatz verheiratet.

## Werke (Auswahl)
- Pommersche Geschichte. 1899.
- Goldschmuck von Hiddensee. Saunier, Stettin 1902, urn:nbn:de:gbv:9-g-5274718.
- Das Haus Stavenhagen. 1902. Saunier, Stettin 1902, urn:nbn:de:gbv:9-g-5274955.
- Dörch Blaumen und Nettel. Niekammer, Stettin 1903, urn:nbn:de:gbv:9-g-5274152.
- Der Mönch von Pudagla. Saunier, Stettin 1904, urn:nbn:de:gbv:9-g-5275769.
- Zum Licht. Neuer Verlag deutsche Zukunft, Leipzig 1910, urn:nbn:de:gbv:9-g-5275229.
- Mutterliebe. Saunier, Stettin 1912, urn:nbn:de:gbv:9-g-5274892.
- Von de Waterkant : Geschichten ut Pommern. Saunier, Stettin 1913.
- Franzosenzeit in Anklam. 1914.
- Von allerlei Lüd’.  Hermes, Hamburg 1919.
- Die deutsche Hanse. 1926.